# Sergio Galindo
Sergio Galindo (ur. 2 września 1926 w Xalapa, zm. 3 stycznia 1993) – pisarz meksykański, autor licznych opowiadań i książek.
Debiutował w 1951 roku. Jego powieść El hombre de los hongos z 1976 roku, nazwana arcydziełem literatury meksykańskiej, doczekała się ekranizacji (pod tym samym tytułem; El hombre de los hongos), a także tłumaczeń (m.in. na j. polski jako Grzybojad, 1982, Wydawnictwo Literackie; zrecenzował ją Andrzej Niewiadowski dla „Fantastyki” 7/83, s. 52–53).